# Grewia populoides
Grewia populoides är en malvaväxtart som beskrevs av Karl Ewald Maximilian Burret. Grewia populoides ingår i släktet Grewia och familjen malvaväxter. Inga underarter finns listade i Catalogue of Life.